# Кити-вертихвостка
«Кити-вертихвостка» (другое название — «Страсть Кэти»; нидерл. Keetje Tippel) — драматический фильм нидерландского режиссёра Пола Верховена, снятый в 1975 году. Экранизация автобиографического романа голландской пролетарской писательницы Нел Дофф.

## Сюжет
Действие происходит в Голландии конца XIX века. Нищая многодетная семья в поисках куска хлеба переселяется из провинции в Амстердам. Отец Кити устраивается на работу в конюшню, её сестра — зарабатывает проституцией, а сама Кити получает место в прачечной. Прачки стирают бельё голыми руками в горячей кислоте, от которой кожа и ногти превращаются в сплошную рану. Кити меняет несколько работ; повсюду её, как и других таких же бесправных, унижают, подвергают сексуальным домогательствам, насилуют. Даже за лекарство от туберкулёза она расплачивается с врачом собственным телом. Когда все члены семьи теряют работу, родная мать выводит Кити на панель, чтобы накормить многочисленных братьев и сестёр. На улице её подбирает художник, предлагая поработать моделью. Кити знакомится с одним из его друзей — Хуго (Рутгер Хауэр) и становится его содержанкой. Она уже не ходит в лохмотьях и не голодает. Но их связь длится недолго: Хуго предаёт Кити ради денег. Покинув его, девушка присоединяется к демонстрантам, требующим хлеба и работы. Среди них есть и вполне обеспеченные люди, поддерживающие справедливые требования бедняков. Здесь Кити встречает старых знакомых — художника и его друга, аристократа Андре. В отличие от большинства своих современниц, она всё же обретает личное счастье: Кити и Андре женятся.

## В ролях
- Моник ван де Вен — Китти
- Рутгер Хауэр — Хуго
- Андреа Домбург — мать Китти
- Ханна де Лёве — Мина, сестра Китти
- Ян Блаасер — отец Китти
- Эдди Бругман — Андре
- Питер Фабер — Георг